# Матеус Энрике
Матеус Энрике ди Соза (порт. Matheus Henrique De Souza; родился 19 декабря 1997, Сан-Паулу) — бразильский футболист, полузащитник клуба «Крузейро» и национальной сборной Бразилии. Чемпион Олимпийских игр 2020 года в Токио.

## Клубная карьера
Начал футбольную карьеру в академии «Гремио» из Порту-Алегри. Затем стал игроком «Сан-Каэтано». Выступал за команду во втором дивизионе Лиги Паулиста. В феврале 2017 года отправился в аренду в «Гремио», а 27 сентября 2018 года «Гремио» выкупил права на Матеуса у «Сан-Каэтано».

## Карьера в сборной
В 2019 году получил вызов в состав сборной Бразилии до 23 лет. В июне 2019 года сыграл на Тулонском турнире, в котором бразильцы одержали победу.
10 октября 2019 года дебютировал за основную сборную Бразилии в товарищеском матче против Сенегала, выйдя на замену Артуру Мело.